# الدوري الياباني لكرة القدم للسيدات 2014
الدوري الياباني لكرة القدم للسيدات 2014 هو موسم من الدوري الياباني لكرة القدم للسيدات. فاز فيه Urawa Red Diamonds Ladies ‏.